# TeamViewer
TeamViewer 是一款用于远程访问以及远程控制和远程维护计算机和其他终端设备的软件，发布于2005年，功能性逐步扩大，不久前经过TeamViewer Meeting整合。TeamViewer不需要注册，非商业领域免费使用，这有助于软件的广泛传播；TeamViewer是来自格平根同名公司的核心产品。

## 开发
Rossmanith GmbH于2005年发布了首个版本的TeamViewer软件，当时仍然以VNC项目为基础；此IT服务提供商希望避免在客户间不必要的奔走，同时想远程执行软件安装等任务。此项开发非常成功，以至于由此诞生了一家公司，公司名称为TeamViewer Germany GmbH，隶属于TeamViewer AG。
2021年3月19日，TeamViewer和曼徹斯特聯足球俱樂部队宣布，公司未来将成为英格兰纪录之王的球衣赞助商；2021年3月底，TeamViewer还宣布与梅賽德斯AMG車隊签订广告合同。
2024年2月1日，TeamViewer与AR初创公司Almer建立战略合作伙伴关系，标志着其向增强现实（AR）的转变。

## 操作系统
TeamViewer适用于所有使用常见作業系统的台式计算机，包括Microsoft Windows、Windows服务器及Apple macOS。此外，还有一些用于多个Linux发行版和衍生版的软件包，例如Debian、Ubuntu、Red Hat和Fedora Linux；与此相关还有Raspberry Pi OS，即Raspberry Pi的Debian派生版。
TeamViewer也可用于Android或Apple iOS/iPadOS作業系统的智能手机和平板电脑。在Microsoft停止对Windows Phone和Windows Mobile的支持之后，TeamViewer也中止了对这两个系统的支持。

## 功能性
TeamViewer的功能性根据设备和软件的派生版或版本而所有不同，其核心是远程访问计算机和其他终端设备，以及控制和维护。连接建立后，在另一个端点可看到用户的远程屏幕，两个端点可以发送和接收文件，也可访问共享剪贴板。同时，还有简易的团队合作功能，例如通过IP电话进行音频和视频传输。
最近几年，软件功能获得了优化，特别是针对大型公司的使用，为此开发了企业派生版TeamViewer Tensor。 TeamViewer凭借TeamViewer Pilot推出了一款带有增强现实元素的远程支持软件。 TeamViewer提供例如与Microsoft (Teams)、Salesforce和 ServiceNow等其他应用程序和服务的接口。

## 安全性
通过互联网或本地网络同样可实现连入和连出，根据需要，TeamViewer可作为Windows系统服务运行，在未经授权的情况下可通过TeamViewer进行访问。此外，软件还有便携版，例如通过USB数据载体运行，无需安装。
借助自动生成的唯一ID和密码建立连接，每次连接之前，TeamViewer网络服务器检查两个端点的ID有效性。指纹增强安全性，用户可将指纹用作远程设备的辅助身份证明；密码防止暴力破解，特别是通过指数式延长尝试连接之间的等待时间。TeamViewer提供额外的安全功能，例如雙重認證和授权清单（阻止列表和允许列表）。
建立连接之前，TeamViewer會先检查终端设备和网络的配置，以便识别由防火墙和其他安全系统造成的限制。通常，可建立直接的TCP/UDP连接，这样不必打开辅助端口，否则TeamViewer會以其他方式低效运行，例如HTTP隧道。
无论选择哪种连接方式，TeamViewer仅會通过安全的数据通道传输数据，包括基于RSA（4096 位）和 AES（256 位）的端对端加密。根据制造商的说明，原则上不可能发生中间人攻击，应通过两个密钥对的密钥签字交换来保证这一点。

## 安全疑慮
2016年時曾被爆出有大量用戶被駭客入侵，透過用戶帳號隨意使用裝置內儲存的資料，竊取檔案、銀行帳戶等；TeamViewer團隊則表示已經注意到這個狀況，並解釋該問題是出現在網路部分，強調這是來自於對DNS伺服器的DDoS攻擊，更指出TeamViewer本身並沒有出現安全漏洞，並且保證將會持續與高標準來維護用戶的資料安全。
2024年，TeamViewer公告疑似遭到俄羅斯駭客駭入公司網路，但強調客戶資料和產品未被駭客存取。